# サリーナ島
サリーナ島（サリーナとう、イタリア語: Salina）は、イタリアのエオリア諸島に属する島。エオリア諸島においてはリーパリ島に次ぐ面積と人口を有する。

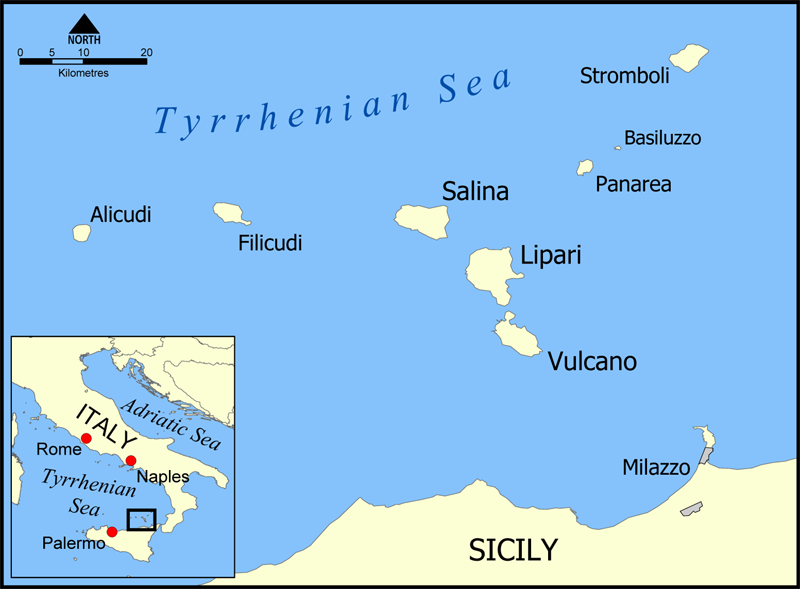
エオリア諸島

島には2596人の住民が暮らす（2015年1月現在）。行政上、島はサンタ・マリーナ・サリーナ、マルファ、レーニという3つのコムーネ（自治体）に分かれている。
6つの古い火山で形作られ、諸島で最も高く突き出たフォッサ・デッレ・フェルチ (Fossa delle Felci) 山は961m、モンテ・デイ・ポッリ (Monte dei Porri) は860mで、火山独特の円錐形を保っている。これらの2つの火山は休火山で、古いギリシアの名前でDidymeと言い、その意味は双子である。現在の名前は塩を採掘していた池から来ている。